# Real Club de Golf El Prat
De Real Club de Golf El Prat is een Spaanse golfclub bij Barcelona in Catalonië.

## Opening in 1954
De club is in 1950 opgericht, de baan werd door Javier Arana aangelegd. Hij maakte onder meer op hole 6, een par-3, slechts een paar centimeter water in stond. Spelers die de green misten werden dus verleid om hun schoenen uit te trekken en de bal uit het water te spelen. In 2001 verhuisde de club.
In 1954 werd de baan geopend. Op deze baan werden veel nationale en internationale toernooien gespeeld, o.a. het Spaans Open in 1956, 1959, 1963, 1971, 1978, 1981, 1998 en 1999. In 1999 maakte Sergio Garcia hier zijn debuut en eindigde met -9 op de 25ste plaats.

## Verhuizing in 2001
Door de uitbreiding van het vliegveld van Barcelona werd het in 2001 noodzakelijk de golfclub te verhuizen. Op de huidige locatie ten noorden van Barcelona bij Terrassa heeft de besloten club twee 18 holesbanen, de Noordbaan en de Zuidbaan, beiden met een par van 72. Daarnaast is er een openbare school gekomen met een openbare 9 holesbaan. Het hele golfcomplex is ontworpen door Greg Norman.